# Állami Ifjúsági Díj
A gyermekek és a fiatalok szocialista szellemű nevelésében, a gyermekek és a fiatalok érdekében végzett alkotói, közművelődési, pedagógiai, ifjúságpolitikai, sportvezetői, valamint művészeti tevékenységben kiemelkedő eredményt elért kollektíváknak és személyeknek adható állami kitüntetés volt. 
A díjat az Állami Ifjúsági Bizottság alapította. Évente egyszer adták át ünnepélyes díjkiosztón. Átadására minden évben március 15-én került sor.

## Díjazottak
| Ábécé szerinti tartalomjegyzék                                                                           |
| --- |
| A, Á B C Cs D Dz Dzs E, É F G Gy H I, Í J K L Ly M N Ny O, Ó Ö, Ő P Q R S Sz T Ty U, Ú Ü, Ű V W X Y Z Zs |

## A, Á
- András Ferenc (1942–2024) filmrendező

## B
- Baka István (1948–1995) költő, író
- Barna Zoltán (1950–) dobos
- Benedek István pedagógus
- Benedek Istvánné pedagógus
- Benkó Sándor (1940–2015) zenész
- Berczik Zoltán (1937–2011) asztalitenisz-edző
- Berkes Péter (1931–2022) író
- Berki László (1941–1997) cigányprímás
- Berlász Melinda (1942–) zenetörténész
- Blasek Gyöngyi (1940–) bábszínész
- Bognár Péter (1946–2008) bábszínész
- Bognár Szabolcs (1947–1999) jogász
- Borzai Imre
- Buchwart László (1953–) zenész

## C, Cs
- Chikán Csaba (1943–2019) közjegyző
- Csukás István (1936–2020) író

## D
- Dargay Attila (1927–2009) rendező, grafikus
- Deák Bill Gyula (1948–) zenész, énekes
- Deák Sándor (1952–2002) bábszínész
- Deme László (1921–2011) nyelvész
- Dimény Imre (1922–2017) agrárközgazdász

## E, É
- Eiben Ottó (1931–2004) biológus, antropológus
- Építőipari Tudományos Egyesület Ifjúsági Szervezetének Vezetősége

## F
- Faggyas Sándor (1928–2008) újságíró
- Farkas Éva (1957–) bábszínész
- Fátyol Mihály újságíró
- Fazekas László pedagógus
- Fodor Imréné gyermekkönyvtáros
- Forrai Katalin (1926–2004) zenepedagógus
- Földes Péter (1916–2005) író, dramaturg, rendező
- Fővárosi Kertészeti Vállalat Lippai János Tervező Szoc. Brigád

## G, Gy
- Garai Róbert (1944–) színész
- Gáspár László (1937–1998) egyetemi pedagógus
- Gothár Péter (1947–) filmrendező
- Grétsy László (1932–2024) nyelvész
- Grezsa Ferenc (1932–1991) irodalomtörténész
- Gryllus Dániel (1950–) Kossuth-díjas előadóművész

## H
- Hajdai Károly rendőralezredes
- Hajnal György (1936–2021) plébános
- Hámán Kató Megyei Úttörőház
- Hámán Kató Nevelőotthon
- Hammerl László (1942–2024) olimpiai bajnok sportlövő, szövetségi kapitány
- Hárai Ágnes (1960–) bábszínész
- Harlekin Bábegyüttes
- Hárs László (1911–1978) író, költő
- Havril Erzsébet (1932–) újságíró
- Horgas Béla (1937–2018) költő, író
- Horváth Ferenc
- Hűvösvölgyi Ildikó (1953–) színművész

## I, Í
- Ifjúsági Letéti Számla Nógrád Megyei Kuratóriuma

## J
- Janicsák István (1953–) zenész
- Janikovszky Éva (1926–2003) Kossuth-díjas író
- Jankovics Marcell (1941–2021) Kossuth-díjas rajzfilmrendező, kultúrtörténész
- Juhász Ibolya (1957–) bábszínész

## K
- Kelemen Endre (1933–2018) újságíró
- Keleti István (1927–1994) rendező
- Kerényi Miklós Gábor (1950–) rendező
- Kincskereső c. folyóirat szerkesztősége
- Kis Sándor (1950–) bábszínész
- Kiss István
- M. Kiss István (1939–1993) népművelő
- Koltai János (1935–) Jászai Mari-díjas színész
- Komáromi Gabriella (1941–) főiskolai tanár
- Koromné Seri Anikó (1955-) és Korom Pál (1953-) a szentesi "VEGA" békeklub vezetői
- Kovács Marianna (1960–)
- Kovács Kati (1944–) Kossuth-díjas énekesnő, dalszövegíró
- Köteles Istvánné
- Kristóf Gábor (1949–) újságíró
- Kutika Károly vezérőrnagy

## L, Ly
- Lábdy András orvos
- Lázár Ervin (1936–2006) Kossuth-díjas író
- Leitner Sándor (1946–) festőművész
- Lengyel Balázs (1918–2007) író
- Lengyel Sándorné táncpedagógus
- Levente Péter (1943–) Jászai Mari-díjas színész
- Loránd Ferenc (1930–2015) egyetemi tanár

## M
- Magyar Televízió KISZ Kísérleti Filmstúdiójának Kollektívája
- Magyarmecskei Általános Iskola
- Makovecz Imre (1935–2011) Kossuth-díjas építész
- Marék Veronika (1937–) író
- Matécz János
- MÁV Budapesti Keleti Pályaudvari Vontatási Főnökség Steinmetz Miklós Szocialista Brigádja
- Méhes Károly (1936–2007) Széchenyi-díjas gyermekgyógyász
- Meizl Ferenc (1924–2019) Liszt Ferenc-díjas klarinétművész
- Mész András (1954–) filmrendező
- Miklós Tibor (1947–2013) EMeRTon-díjas szövegíró
- Miskolci Gyermekváros Nevelőinek Kollektívája
- Mocsai Lajos (1954–) kézilabdázó, edző
- Monory M. András (1954–) filmrendező
- Moravcsik Attila
- Morvay Péter (1909–1994) etnográfus
- Mozgáskorlátozottak Szabolcs-Szatmár Megyei Egyesülete
- Mucsi Sándor színész
- Münnich Iván (1944–2011) pszichológus
- Művelt Nép Könyvterjesztő Vállalat Nyíregyházi 433-As Könyvesboltjának Váci Mihály Szocialista Brigádja

## N, Ny
- Nádorfi Lajos (1951–) operatőr
- Nagy Feró (1946–) zenész
- Nógrádi Szénbányák Kányási Aknaüzeme Március 21-E Szocialista Brigád
- Novák Ferenc (1931–2024) Kossuth-díjas koreográfus
- Nyilassy Judit (1929–2007) Jászai Mari-díjas színész

## O, Ó
- Ormai László (1932–2023) statisztikus
- Orosházi Festők Csoportja
- Orsovszky István (1933–2009) táncos, koreográfus

## Ö, Ő
- Őry Imre (1925–2003) gyermekgyógyász

## P
- Palásthy György (1931–2012) Balázs Béla-díjas filmrendező
- Papp Zoltán (1942–) orvos
- Parti János (1932–1999) olimpiai bajnok
- Pataki Ferenc (1928–2015) Széchenyi-díjas szociálpszichológus
- Pécsi Géza (1927–2015) zenepedagógus

## Sz
- Szabó Éva (1932–2001) újságíró, rádiós szerkesztő